# Georg Friedrich Abegg
Georg Friedrich Abegg (ur. 19 marca 1826 w Królewcu, zm. 3 października 1900 w Wiesbaden) – gdański lekarz i filantrop.

## Życiorys
Studiował medycynę we Wrocławiu i Heidelbergu, gdzie otrzymał doktorat. W 1866 został dyrektorem Prowincjonalnego Zakładu Kształcenia Położnych w Gdańsku. W tym czasie instytucja ta stała się najważniejszym ośrodkiem szkolenia położnych dla potrzeb Pomorza Gdańskiego. Oprócz kształcenia położnych, zakład zajmował się odbieraniem porodów, leczeniem chorób kobiecych i szerzeniem oświaty sanitarnej oraz właściwej opieki nad niemowlętami. Szacuje się, że w latach 1866–1900 zakład wykształcił 1400 położnych.

### Fundacja Abegga
W 1869 na mocy testamentu swego stryja Heinricha Burkharda Abegga utworzył fundację, która miała się zająć budową i utrzymaniem tanich domów dla robotników. W czasie gdy był jej prezesem, fundacja zbudowała kilkadziesiąt domów, m.in. na Dolnym Mieście, w Nowym Porcie, Strzyży Dolnej i Wrzeszczu. Wiele z nich jest użytkowanych do dzisiaj.

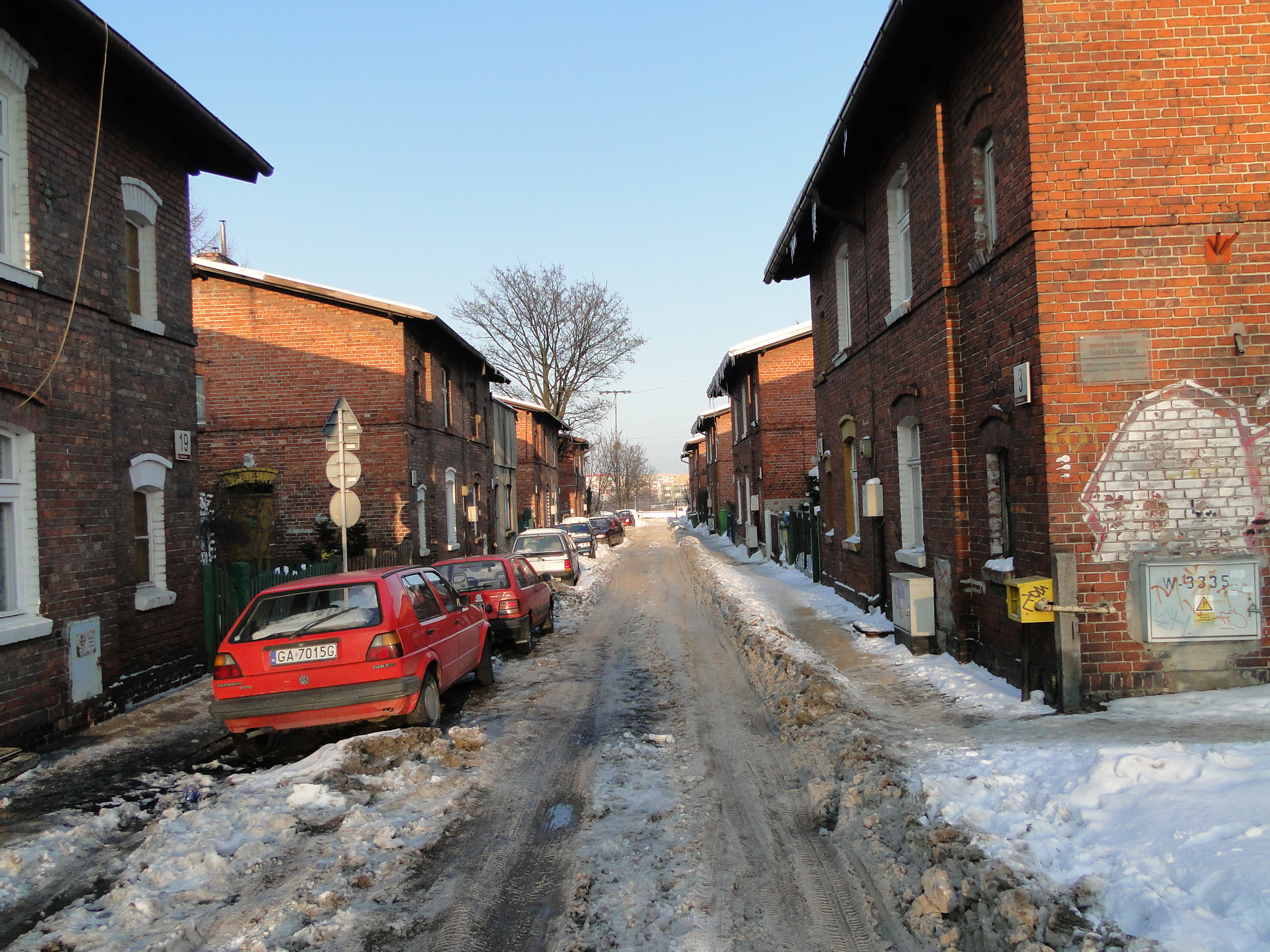
Domy fundacji Abegga przy ul. Miedzianej w Strzyży Dolnej

Największą inwestycją tej fundacji było zbudowane w latach 1895–1905 osiedle domków robotniczych w Strzyży Dolnej. Powstało ono na ówczesnych przedmieściach Gdańska, ponieważ w Śródmieściu brakowało w tym czasie terenów pod zabudowę. Powstało ponad 50 bliźniaczych, wolno stojących domków robotniczych, które mieściły 108 mieszkań. Każde składało się z dwóch pokoi, kuchni, ubikacji i piwniczki. Po zakwaterowaniu mieszkańcy byli zobowiązani do ratalnego spłacania nieruchomości, musieli też spełniać warunki życia w trzeźwości i utrzymywania porządku.
Fundacja prowadziła również jadłodajnię dla bezrobotnych i ubogich.
W 1898 w uznaniu zasług został uhonorowany przez Radę Miasta tytułem Honorowego Obywatela Miasta Gdańska.